# Jessica Caicedo
Jessica Paola Caicedo Sinisterra (ur. 13 października 1994 r. w Palmirze) – kolumbijska bokserka, srebrna medalistka mistrzostw świata, srebrna i brązowa medalistka igrzysk Ameryki Południowej i igrzysk Ameryki Środkowej i Karaibów, złota i srebrna medalistka igrzysk boliwaryjskich, złota medalistka mistrzostw panamerykańskich. Występowała w kategoriach od 75 do 81 kg.

## Kariera
W 2013 roku zdobyła srebrny medal na igrzyskach boliwaryjskich w Chiclayo w kategorii do 75 kg, przegrywając w finale z Dominikanką Yenebierą Guilléną. Rok później podczas igrzysk Ameryki Południowej w Santiago przegrała w półfinale z Brazylijką Flávią Figueiredo, zdobywając brązowy medal. Na igrzyskach Ameryki Środkowej i Karaibów w Veracruz zdobyła brąz po porażce w półfinale z Yenebierą Guilléną.
W 2015 roku na igrzyskach panamerykańskich w Toronto przegrała w ćwierćfinale z Argentynką Lucíą Pérez. Dwa lata później została mistrzynią Ameryki w kategorii do 81 kg, które zostały rozegrane w Tegucigalpie. W finale wygrała z Kanadyjką Marją Curraną. Na igrzyskach boliwaryjskich w Santa Marcie pokonała w finale z Ekwadorką Eriką Pachito i zdobyła złoty medal.
Podczas igrzysk Ameryki Środkowej i Karaibów w Tijuanie w 2018 roku zdobyła brązowy medal, przegrywając w półfinale z Atheyną Byloną z Panamy. Na majowych igrzyska Ameryki Południowej ponownie przegrała w finale z Panamką Atheyną Byloną, zdobywając srebrny medal. Dwa miesiące później zdobyła srebrny medal na igrzyskach Ameryki Środkowej i Karaibów w Barranquilli. Tym razem lepsza okazała się Portorykanka Nisa Rodriguez. Podczas rozegranych w Nowym Delhi mistrzostwach świata zdobyła srebrny medal w kategorii do 81 kg. W pierwszej rundzie wygrała z Ukrainką Anastasiją Czernokolenko, w ćwierćfinale – z Bhagyabatią Kacharią z Indii, a w półfinale – z Białorusinką Wiktoryją Kiebikawą. W finale przegrała z Chinką Wang Lina.
W 2019 roku zdobyła złoty medal podczas igrzysk panamerykańskich rozegranych w Limie. W finale kategorii do 75 kg pokonała Naomi Graham ze Stanów Zjednoczonych. Później jednak została zdyskwalifikowana za doping, tracąc tym samym ten medal. Złoto otrzymała w takim przypadku Amerykanka.